# Улица Шукшина (Барнаул)
Улица Шукшина — в Барнауле, в спальном районе «Солнечная поляна». От улицы Юрина до улицы Антона Петрова.

## История
Названа в честь советского писателя, актёра и кинорежиссёра В. М. Шукшина, в год его смерти (1974).

## Достопримечательности

Памятник Шукшину (1989, скульпторы Николай Звонков и Михаил Кульгачев, архитекторы Василий Рублёв и Сергей Боженко). У памятника проходит открытие традиционных Шукшинских чтений памяти писателя